# Prosilpha nigrita
Prosilpha nigrita is een keversoort uit de familie Trachypachidae. De wetenschappelijke naam van de soort is voor het eerst geldig gepubliceerd in 1982 door Hong.